# 上杉顯實
上杉顯實（生年不詳－1515年）是日本戰國時代武將。父親是古河公方足利成氏，成為關東管領上杉顯定的養子。足利政氏的弟弟。通稱四郎。

## 生平
永正7年（1510年），在顯定死後，繼承山內上杉氏和關東管領，但是與同是顯定養子的上杉憲房對立，於是向實兄‧古河公方足利政氏請求援助，但是憲房投向政氏的兒子足利高基，關東被分為兩個陣營。此時受長尾顯方和成田顯泰的支援，並以武藏鉢形城為據點，不過在永正9年（1512年）被支持憲房的横瀨景繁和長尾景長攻擊而敗北，此後喪失實權（永正之亂）。之後逃亡並投靠政氏，在不久後病死。